# ウェザーガールズ (女性アイドルグループ)
ウェザーガールズは、香港の大手メディアグループ、壱伝媒(Next Digital Ltd.) 傘下の台湾のIPテレビ局、壱電視(Next TV) が2010年から配信している同名の天気予報番組、「Weather Girls」に出演する女性タレントの総称、およびこの中から選抜された女性アイドルグループ。
本項ではアイドルグループ名と同グループが出演している番組名を区別するため、アイドルグループを「ウェザーガールズ」、番組を「Weather Girls」と表記する。番組内で日本語表記で紹介されたタレントもいるが名称表記にゆらぎが見られるため、本項では日本公式サイトで固定的な日本語表記を与えられたアイドル選抜メンバーを除きタレント名はすべてアルファベットで表記する。
ファンクラブの名前は「虹（にじ）」(中国語: 彩虹；英語: Rainbow)。

## 概要

### デビュー前
ユニークな番組構成で話題になっていた台湾の天気予報番組「Weather Girls」に出演している女性タレントの総称。番組出演以前からテレビタレント、モデル、あるいはイベントコンパニオンとして台湾国内で一定の活動実績があるメンバーが多いが、Weather Girls出演以前には目立った活動実績を持たなかったニューニューや美容師を本業とするKrisのように、様々な経歴を持つ台湾人女性が幅広く起用されている。
2010年12月と2011年1月の2ヶ月、および2011年3月から6月までの4ヶ月を除いては毎月何らかの形で出演タレントの入れ替えが行われた一方で、長期に渡り出演が無かった後に再度出演を果たすメンバーもおり、また番組から視聴者に対してメンバーの加入や脱退の告知も一切行われない状況が長く続いたため、ウェザーガールズの構成メンバーを一意に特定することが困難な状況が長く続いたが、後述する日本デビューの際に総メンバー数は38名と発表され、番組開始以来登場したすべての女性タレントで構成されるグループであることが明らかになった。

### 日本での活動
|                                            |  |
|                                            |  |
|                                            |  |
| マルイシティ、渋谷区、東京、2013年7月7日。 |  |

2012年4月、番組は7名の選抜メンバーによるアイドルグループとしての活動を行うことを発表。同年8月9日にJeff Miyaharaプロデュースによるデビュー曲「恋の天気予報」をポニーキャニオンから10月17日にリリースすることを公表し、翌8月10日に開催された「a-nation 2012 musicweek Asia Progress F」にオープニングアクトとして出演。デビュー曲「恋の天気予報」を初披露、10月17日にファーストシングルとして同曲をリリースし、台湾出身の女性アイドルグループとしては初となる日本での活動を本格的にスタートした。
以降、インターネット放送や都内の小規模ライブハウスでのライブを中心とした地道な活動を続けていたが、2013年4月29日に新宿LOFTバーステージで開催されたイベントの席上、アイドル活動と並行して日本の気象予報士資格取得に挑む事がサプライズ発表された。以来、気象予報士の國本未華を招いた勉強会を定期イベントとして開催し、2014年1月に実施される気象予報士試験合格を目指している。

### 台湾、中国での活動
2013年10月7日に十全娯楽が台湾で開催した記者会見の席上、同社との契約締結、および台湾の準プロバスケットボールリーグであるSBLのイメージキャラクターへの起用が発表された。続く10月13日には台北アリーナで開催されたヒューストン・ロケッツとインディアナ・ペイサーズによるNBAプレシーズンマッチのハーフタイム、及びライブビューイング会場でパフォーマンスを行い、台湾でのアイドルグループ活動をスタートした。さらに翌週10月17日には北京で開催された十全娯楽の中国支社設立の記者会見にも出席し、台湾のみならず中国でも活動することが示唆されている。

### ダラの脱退
台湾で開催された十全娯楽との契約締結記者会見に際し、日本滞在中であったアイドル選抜メンバー7名は2013年10月3日に全員が台湾に帰国した。しかし10月7日の会見にはダラは出席せず、慢性の喘息を患っているため後日脱退する予定であると報じられた。続く10月16日には日本の所属事務所であるリッツプロダクションからダラが脱退することが公式に発表されたが、脱退理由は 「アーティスト活動放棄などの違反行為が続き、指導と説得を行ったものの改善が見られなかった」ことによる専属契約の解除とし、台湾で報じられたダラの健康状態に対する言及は無かった。
同日ダラは自身のfacebookページに中国語、翌10月17日にはtwitterに日本語で声明を発表し、自身の健康状態に関する詳細な説明とファンへの謝辞とともに脱退について報告したが、リッツプロダクションが契約解除の理由として挙げたアーティスト活動の放棄に対する説明は無かった。
なお台湾と北京で開催された十全娯楽の記者会見には、台湾の所属事務所であるL Motion Entertainment所属女性タレントのリアがダラの欠員を補う形で参加した。一方リッツプロダクションは、ダラの脱退後は残留した選抜メンバー6名で活動を行うと発表している。

## 略歴
|                                |  |
|                                |  |
|                                |  |
| 台中市、台湾、2014年11月11日。 |  |

2010年
- 8月、番組配信開始。アイドル選抜メンバー中唯一のオリジナルメンバーとしてミニが加入。
- 8月12日、壱伝媒の雑誌、壱週刊（中国語版）が開催したイベント「娯楽大賞」にオープニングアクトとして出演[10]。
- 8月21日、中正紀念堂で開催されたイベント「阿宅反抗軍」の壱電視のショーケースライブに出演[11]。
- 9月、アイドル選抜メンバーのエースとハイジャンが加入。

2011年
- 7月、アイドル選抜メンバーのミアとニューニューが加入。
- 8月29日、番組の一周年記念イベントが開催される予定だったが、台風11号の台湾上陸に伴いキャンセル。
- 12月、アイドル選抜メンバーのダラが加入。

2012年
- 3月、アイドル選抜メンバーのユミが加入。
- 4月、7名の選抜メンバーによるアイドルグループとしての活動開始を発表。
- 8月9日、デビューシングル「恋の天気予報」のリリースを発表。
- 8月10日、「a-nation 2012 musicweek Asia Progress F」にオープニングアクトとして出演。
- 10月17日、デビューシングル「恋の天気予報」発売。

2013年
- 2月6日、セカンドシングル「恋はトキメキ注意報」発売。
- 3月20日、ファーストDVD「ウェザーガールズTV Vol.1」発売。
- 6月5日、サードシングル「恋のラブ♥サンシャイン」発売。
- 6月6日、サードシングルヒット祈願として気象神社に参拝[12]。
- 6月25日、東京ドームにて日本ハム-ソフトバンク戦の始球式を行う[13][14]。
- 7月3日、ファーストアルバム「WEATHER GIRLS」発売。
- 7月21日、「ウェザーガールズ 2013ドキドキ♥SUMMER PARTYミステリーツアー」と題し、ファンとの交流バスツアーを初開催。
- 7月27日、「TOKYO IDOL FESTIVAL 2013」に出演。
- 7月27日、カフェ「WG♥Cafe」を8月11日までの期間限定でオープン。
- 8月10日、「a-nation IDOL NATION 2013」にオープニングアクトとして出演。
- 8月24日、「24時間テレビ36」中京テレビライブステージに出演
- 10月7日、十全娯楽と契約締結し、台湾国内での活動を開始することを発表。
- 10月13日、台湾国内で初となるライブパフォーマンスをNBAプレシーズンマッチ、ライブビューイング会場で披露。
- 10月16日、ダラの脱退により選抜メンバー6人での活動となることが発表される。
- 10月17日、十全娯楽の中国支社設立記者会見に出席。
- 10月19日、初のレギュラー番組「アタックしますけど何か?」オンエア開始。

2014年
- 1月14日、アイドル選抜にリアが加入。

## メンバー

### 活動中のアイドル選抜メンバー
| 名前         | 誕生日  | 身長  | メンバーカラー | 担当曜日 |
| ハイジャン   | 9月27日 | 162cm | グリーン       | 月曜日   |
| リア         | 10月8日 | 159cm | レッド         | 水曜日   |
| ユミ         | 3月5日  | 168cm | パープル       | 土曜日   |
| ニューニュー | 10月4日 | 166cm | イエロー       | 日曜日   |

### 旧アイドル選抜メンバー
| 名前   | 誕生日  | 身長  | メンバーカラー | 担当曜日 | 活動期間                |
| ダラ   | 9月7日  | 159cm | レッド         | 水曜日   | 2011年12月 - 2013年10月 |
| エース | 8月18日 | 158cm | オレンジ       | 火曜日   | 2011年12月 - 2014年9月  |
| ミニ   | 6月30日 | 164cm | ピンク         | 金曜日   | 2011年12月 - 2015年10月 |
| ミア   | 6月12日 | 160cm | ブルー         | 木曜日   | 2011年12月 - 2016年10月 |

## 作品

### シングル
|     | 発売日         | タイトル                   | 規格        | 規格品番                             | 最高位 |
| --- | -------------- | -------------------------- | ----------- | ------------------------------------ | ------ |
| 1st | 2012年10月17日 | 恋の天気予報               | CD - CD+DVD | PCCA-70344 - PCCA-03702              | 29位   |
| 2nd | 2013年2月6日   | 恋はトキメキ注意報         | CD - CD+DVD | PCCA-70360 - PCCA-03774              | 35位   |
| 3rd | 2013年6月5日   | 恋のラブ♥サンシャイン      | CD - CD+DVD | PCCA-70371 - PCCA-03834              | 27位   |
| 4th | 2013年11月20日 | HEY BOY～ウェイシェンモ?～ | CD - CD+DVD | PCCA-03939 - PCCA-03949 - PCCA-03950 | 54位   |
| 5th | 2014年3月5日   | Tomorrow World             | CD - CD+DVD | PCCA-4001 - PCCA-3995 - PCCA-3996    | 44位   |
| 6th | 2014年6月4日   | Like You ♡ Anyway          | CD - CD+DVD | PCCA-70408 - PCCA-4034 - PCCA-4035   | -      |

### アルバム
|     | 発売日        | タイトル      | 規格 | 規格品番   | 最高位 |
| --- | ------------- | ------------- | ---- | ---------- | ------ |
| 1st | 2013年7月3日  | WEATHER GIRLS | CD   | PCCA-03859 | 67位   |
| 2nd | 2014年11月1日 | 威啊          | CD   | CDFE10001  |        |

### 映像作品
|     | 発売日        | タイトル                 | 規格 | 規格品番   |
| --- | ------------- | ------------------------ | ---- | ---------- |
| 1st | 2013年3月20日 | ウェザーガールズTV Vol.1 | DVD  | PCBP-52242 |

|     | 発売日       | タイトル | 規格    | 規格品番   |
| --- | ------------ | -------- | ------- | ---------- |
| 1st | 2014年9月3日 | CLIPS ♡  | Blu-ray | PCXP-50244 |

## タイアップ
| 曲名                       | タイアップ内容 |
| -------------------------- | --- |
| 恋の天気予報               | フジテレビ「志村劇場」エンディングテーマ 日本テレビ「音龍門 〜MUSIC DRAGON GATE〜」エンディングテーマ JFN「志村けんのFIRST STAGE〜はじめの一歩〜」エンディングテーマ |
| 恋はトキメキ注意報         | テレビ東京「特報!B級ニュースSHOW」エンディングテーマ |
| 恋のラブ♥サンシャイン      | 日本テレビ系「それゆけ!ゲームパンサー!」エンディングテーマ |
| HEY BOY〜ウェイシェンモ?〜 | メ〜テレ、MXテレビ「アタックしますけど何か?」エンディングテーマ |
| 為我加油                   | 超級籃球聯賽主題歌 |
| 我是 Boss                  | 中華職業棒球大聯盟主題歌 |
| DKR32                      | ダイキン工業コマーシャルソング |

## 出演

### ドラマ
- 雜務特勤組 (2013年9月6日 - 2014年4月4日） - Hijon: オタ(OTA) 役 ,Esse: キティ(KITTY) 役, Dara: イエ・カーシン(葉可欣) 役, Mia: 珍妮花 役, Mini: FIX 役, Yumi: メイグイ(美瑰) 役, NueNue: リン・バオリー(林寶莉) 役。
- 鉄子の育て方 (2014年4月7日 - 2014年6月23日） - ウェザーガールズ: 鉄道ガールズ 役。
- 恐怖高校劇場: 天氣女孩畢旅夢魘! (2015年1月21日 、酷瞧Coture.com） - Yumi: Yumi 役, NueNue: 妞妞 役。
- 愛呀，午休時刻-寂寞 (2015年7月24日 - 2015年8月10日 、酷瞧Coture.com） - NueNue: 艾莉絲 役。
- 星座研究室: OL逆襲 辦公室的復仇 (2015年9月1日 、酷瞧Coture.com） - Yumi: 范范 役。
- 星座研究室: 求婚者的十二道陰影 (2015年9月30日 、酷瞧Coture.com） - NueNue: ガールフレンド 役。
- 孤独のグルメ Season5 第4話   (2015年10月24日 、テレビ東京） - NUENUE: 女性客1 役　RIA: 女性客2 役。
- 星座研究室: 拒絶加班 OL的怒吼 (2015年11月11日 、酷瞧Coture.com） - Yumi: OL 役。
- 星座研究室 別讓服飾店員不開心！奧客排行榜！ (2016年3月10日 、酷瞧Coture.com） - NueNue: 悪い顧客 役。
- 我家是戰國 (2016年3月24日 - 2016年5月18日） - NueNue: 魯巧真 役。
- Before & After: 一個人好 但不要單身到老 (2016年6月8日 、酷瞧Coture.com） - NueNue。
- Before & After: 職場裝閨蜜 老闆前捅你 (2016年6月15日 、酷瞧Coture.com） - NueNue: 君君 役。
- Before & After: 裝作不會喝 是怕嚇到你 (2016年6月22日 、酷瞧Coture.com） - NueNue。
- Before & After: 男人面前 永遠都是小鳥胃 (2016年6月29日 、酷瞧Coture.com） - NueNue: ガールフレンド 役。
- Before & After: 激情一夜 帥哥竟是小... (2016年7月6日 、酷瞧Coture.com） - NueNue。
- Before & After: 沒事找架吵 只怕你亂搞 (2016年7月13日 、酷瞧Coture.com） - NueNue。

### 映画
- 大囍臨門 (2015年）

### テレビ
レギュラー番組
- アタックしますけど何か?（2013年10月19日 - 、メ～テレ）

その他
- ノンストップ!（2012年7月16 - 20日、フジテレビ）
- ノンストップ!（2012年8月13日、フジテレビ）
- 王様のブランチ（2012年9月15日、TBS）
- 密着ウェザーガールズ（2012年10月1日 - 11月26日、MUSIC ON! TV）
- 渋谷LIVE! ザ・プライムショー（2012年10月23日、WOWOW）
- つながるGO!GO!（2013年1月11日、J:COMチャンネル HD）
- 密着ウェザーガールズ Season 2（2013年2月4日 - 3月26日、MUSIC ON! TV）
- mu-Jack（2013年4月26日、関西テレビ）
- 藤江れいな presents GIRLS POP LIVE!!（2013年5月1日、PigooHD）
- スッキリ!!（2013年5月6日、日本テレビ）
- ノンストップ!（2013年5月13日、フジテレビ）
- 情報7days ニュースキャスター（2013年5月18日、TBS）
- 王様のブランチ（2013年6月1日、TBS）
- つながるGO!GO!（2013年6月7日、J:COMチャンネル HD）
- 音ボケPOPS（2013年6月9日、BS-TBS）
- mu-Jack（2013年6月21日、関西テレビ）
- PON!（2013年7月4日、日本テレビ）
- ウタ娘（2013年7月6日、テレビ埼玉）
- 情報7days ニュースキャスター（2013年7月27日、TBS）
- 昼まで待てない!（2013年11月23日、メ～テレ）
- “Wしょうこ”の台湾美女力UPツアー!（2014年3月1日、メ～テレ）
- 花咲かタイムズ（2014年6月7日、CBC）

### ラジオ
レギュラー
- 古坂大魔王のアイドル倶楽部（2014年4月4日 - 9月19日、ニッポン放送） - 毎月第三金曜日。

その他
- 「プロデューサー名鑑」（2012年8月10日、J-WAVE）
- 「劇団サンバカーニバル|GEKIDAN SAMBA CARNIVAL」（2012年9月1日、エフエム富士）
- 「SCHOOL NINE」（2012年10月18日、JFN）
- 「～IDOL SHOWCASE～ i-BAN!!」（2012年11月4日、NACK5）
- 「星ひとみのミュージック・オーラ」（2013年2月4日-10日、USEN）
- 「ミュ～コミ+プラス|ミュ～コミ+」（2013年3月15日、ニッポン放送）
- 「峰竜太のミネスタ」（2013年6月28日、ラジオ日本）
- 「TECHNOS COLLEGE YOUNG BLOOD」（2013年6月29日、InterFM）
- 「SCHOOL NINE」（2013年7月18日、JFN）
- 「台湾デート必勝法 前編」（2014年3月17日、J-WAVE）
- 「台湾デート必勝法 後編」（2013年3月18日、J-WAVE）
- 「ENTERTAINMENT STREAM F」（2014年6月6日、J-WAVE）
- 「今夜はParty魔法でナイト ハイジャン誕生日お祝いSP」（2014年9月28日、FMCiao）
- 「今夜はParty魔法でナイト ニューニュー、リア誕生日SP」（2014年10月5日、FMCiao）

### インターネットテレビ
レギュラー番組
- 「ぽにきゃん! アイドル倶楽部」（2013年2月4日 - 、ニコニコ生放送）
- 「Weather Girls 來氣玩」（2014年10月1日 - 、LIVEhouse.in） - 毎週水曜日午後7時半。
- 「PTT週報 x 天氣女孩」（2015年1月12日 - 、LIVEhouse.in） - 毎週月曜日午後10時。

過去のレギュラー番組
- 「日曜日の特別授業! ウェザーガールズのニッポンを勉強するバラエティ」（2012年8月5日 -1 2月23日、@TV秋葉原）

その他
- 「今日の天気は!? おまかせウェザーガールズ!」（2012年7月22日、JOL原宿TV）
- 「台湾のみなさんリーホゥー（こんにちは）」（2012年7月22日、@TV秋葉原）
- 「notty★LIVE7時間! 」（2012年7月24日、NOTTV）
- 「夕刊ニコニコニュース」（2012年7月26日、ニコニコ生放送）
- 「生のアイドルが好き」（2013年5月27日、ニコニコ生放送）
- 「ウェザーガールズ 料理クィーン決定戦」（2013年7月3日 - 10月8日、YouTube）
- 「魯蛋當家」（2014年11月11日。麥卡貝Live直播） - Hijon、Mia、Yumi [15]。
- 「大牌LIVEshow」（2014年11月12日。LIVEhouse.in）[16]
- 「日本大遊民」（2014年11月19日、麥卡貝Live直播） - Ria、Mini、NueNue [17]。
- 「USTYLE x 天氣女孩特別企劃 」（2014年11月20日、LIVEhouse.in）※Ria、Mini [18]
- 「USTYLE x 天氣女孩特別企劃 」（2014年12月5日、LIVEhouse.in）※Mia、NueNue [19]
- 「USTYLE x 天氣女孩特別企劃 」（2014年12月11日、LIVEhouse.in）※Hijon、Yumi [20]
- 「威啊- WeatherGirls」（2014年12月18日、金寶電台）[21]
- 「FHM – 天氣女孩FaceTALK Live直播」（2015年3月5日、FHM 男人幫官方網站直播頻道）
- 「當我們喇在一起」（2016年8月7日、RC直播）

### ライブ、イベント
レギュラーイベント
- 「絶対合格! 気象予報士への道」（2013年5月18日 - 、新宿LOFT・ポニーキャニオン本社一階イベントスペース）

その他
- 「a-nation 2012 musicweek Asia Progress F」（2012年8月10日、国立代々木競技場第一体育館）
- 「アキバ大好き! 祭り2012年 夏」（2012年8月19日、ベルサール秋葉原）
- 「シブカル祭。2012」（2012年10月21日、渋谷PARCO part1）
- 「2012 AKIBA PC-DIY EXPO 冬の陣」（2012年12月15日、ベルサール秋葉原）
- 「SHIBUYA GIRLS FESTIVAL 2012」（2012年12月29日、Shibuya O-EAST）
- 「Girl’s Bomb!! ～春一番～」（2013年3月10日、東京キネマ倶楽部）
- 「ご当地アイドルお取り寄せライブ! vol.4」（2013年3月15日、TwinBox AKIHABARA）
- 「藤江れいな presents GIRLS POP LIVE!! vol.1」（2013年4月9日、TwinBox AKIHABARA）
- 「ミスiD 2014前夜祭」（2013年4月18日、Shibuya O-EAST）
- 「SHIBUYA DE LUNCH VOL.1」（2013年4月21日、Shibuya O-WEST）
- 「Shibuya Sports Station powered by COOLCORE」（2013年4月27日、SHIBUYA ekiato）
- 「Girl's Bomb!! ～ゴールデンウィーク突入SP～」（2013年4月28日、東京キネマ倶楽部）
- 「Future IDOL」（2013年5月6日、Future SEVEN）
- 「RE-EXTRA!!!」（2013年5月15日、渋谷Star lounge）
- 「第1回 ばんどる♪祭 アイドル♥フェス IN 赤坂BLITZ」（2013年5月24日、赤坂BLITZ）
- 「アイドルLive Starring（アイスタ）Vol.4＆Vol.5」（2013年5月25日、赤坂BLITZ）
- 「ダミアンが生まれた翌日! ～音騒ぎの後夜祭～」（2013年6月7日、Shibuya O-EAST）
- 「ウタ娘定期ライブ0622版 1部」（2013年6月22日、赤坂GENKI劇場）
- 「夏サカス2013」（2013年7月26日、赤坂サカス）
- 「TOKYO IDOL FESTIVAL 2013」（2013年7月27日、フジテレビ湾岸スタジオ）
- 「会津中央病院フリーマーケット」（2013年8月4日、松長団地）
- 「東京サンケイビル 夏まつり2013」（2013年8月9日、東京サンケイビル）
- 「a-nation 2013 IDOL NATION」（2013年8月10日、国立代々木競技場第一体育館）
- 「アイドルレボリューション2013 灼熱の激レス大作戦!!」（2013年8月11日、上野恩賜公園）
- 「夏サカス2013」（2013年8月16日、赤坂サカス）
- 「24時間テレビ36中京テレビライブステージ」（2013年8月24日、イオンモール各務原、中部国際空港、名古屋セントラルパーク、各特設ステージ）
- 「ウェザーガールズ サマースペシャルイベント」（2013年8月30日、MEGAWEB）
- 「ぽにきゃん! アイドル倶楽部 感謝祭～ライバルのライバルはアイドル!～」（2013年9月1日、山野ホール）
- 「メ～テレ秋まつり2013」（2013年9月29日、久屋大通公園）
- 「NBA海外熱身賽臺北站」（2013年10月13日、台北體育館）
- 「SBL 誓師大會」（2013年11月5日、西門町紅樓）
- 「第11季SBL開幕戰」（2013年11月16日、国立台湾体育運動大学）
- 「Christmas LIVE in DENPARK」（2013年12月1日、安城産業文化公園デンパーク）
- 「台北車展」（2013年12月28日、台北世界貿易中心）
- 「偶滴愛輪 跨年晚會」（2013年12月31日、劍湖山世界）
- 「寒冬問暖送愛心 公益活動 暨 九太尾牙」（2014年1月4日、谷關博愛國小）
- 「AACUP」（2014年2月2日、あるあるCity）
- 「第一回台日影視文化交流活動」（2014年2月22日、華山1914）
- 「ほんと? ホント! フェアin 台北 日本コンテンツ流通 促進フェア」（2014年2月22日、華山1914）
- 「商店街バンド」（2014年2月28日、渋谷 Mt.RAINIER HALL）
- 「台韓觀光交流公益明星棒球賽」（2014年3月16日、台中インターコンチネンタル野球場）
- 「旅館公會聯合餐敘」（2014年3月19日）
- 「ぽにきゃん! アイドル倶楽部 感謝祭～アイドルサバイバル～」（2014年5月10日、ディファ有明）
- 「中華HIT撃棒 中華汽車家庭日」（2014年5月24日、台中インターコンチネンタル野球場）
- 「SEAGAIA MUSIC RESORT 2014」（2014年6月28日、宮崎県 フェニックス・シーガイア・リゾート特設会場）
- 「LAMIGO隊開球」（2014年7月4日、桃園国際野球場）
- 「墾丁熱氣球嘉年華」（2014年7月5日、小墾丁渡假村）
- 「TOKYO IDOL FESTIVAL 2014」（2014年7月5日、フジテレビ湾岸スタジオ）
- 「103年國慶四海同心聯歡大會」（2014年8月2日、台北アリーナ）
- 「萬心揚愛」（2014年11月9日、草悟道）
- 台北警專學校校園活動（2014年12月4日、台湾警察専科学院）
- 「舞之祭in臺灣」（2014年12月6日、国立台湾戲曲学院）
- 「舞之祭in臺灣」（2014年12月7日、新光三越信義新天地）
- 「寒冬問暖送愛心 公益活動」（2014年12月24日 - 2015年1月6日、監獄巡迴）
- 「2015國立中興大學跨年晚會-奇幻興航」（2014年12月31日、国立中興大学）
- 「寒冬問暖送愛心 公益活動 暨 九太尾牙」（2015年1月17日、谷關博愛國小）
- 「SD鋼彈Battle Station慶功記者會」（2015年4月1日）
- 「《桃園第一 創新領航》2015畢業演唱會」（2015年6月9日、南亜技術学院）
- 「FHM Taiwan 男人幫國際中文版百大美女公布暨頒獎典禮記者會」（2015年6月16日）
- 「2015音浪頭城-頭城海洋文化觀光季」（2015年7月24日、烏石港港澳沙灘）
- 「2015舞朝盃流行舞蹈大賽 & 暨舞星徵選」（2015年8月22日、高雄漢神巨蛋）
- 「Fukuoka Asian Party」（2015年10月10日-2015年10月11日、福岡市役所西側ふれあい広場
- 「大同嗨彼得校園演唱會」（2015年10月31日、 大同大学 (台湾)）
- 「台北魅力展Taipei IN Style 2015」（2015年11月15日 台湾総督府専売局松山煙草工場）
- 「九太盃全國跆拳道團體錦標賽」（2015年12月15日、新竹市體育館）
- 「日本三重觀光物產展」（2016年3月6日、三井アウトレットパーク 台湾林口）
- 「2016大金空調新產品發表會暨經銷商大會」（2016年3月10日、萬豪酒店及度假酒店）
- 「媽祖之光大型電視晚會」（2016年4月7日、大甲體育場）
- 「全民反詐騙X打K總動員」（2016年8月13日、台北駅）
- 「日台アイドルAVA対決」（2016年8月16日、漫畫博覽會）
- 「2016戀舞夏日跨服爭霸賽」（2016年8月27日、大魯閣草衙道）
- 「2016 International Friendly Match」（2016年8月20日、台北陸上競技場）
- 「CGC顛覆童話時尚派對」（2016年10月15日、花博公園）

## 書籍

### 雑誌連載
- CD&DLでーた（2013年1・2月号 - 、エンターブレイン） - ウェザーガールズのめざせ日本一周!?。

### その他
- 週刊プレイボーイ（2012年10月8日号、集英社）
- ローリング・ストーン日本版（2012年11月号、アトミックスメディア）
- B.L.T.（2012年12月号、東京ニュース通信社）
- 宝島（2012年12月号、宝島社）
- 別冊CD&DLでーた ニッポンのアイドル宣言2（2012年11月7日発売号、エンターブレイン）
- Men's egg（2013年3月号、大洋図書）
- 週刊ポスト（2013年3月22日号、小学館）
- BOMB（2013年6月号、学研）
- ヤングガンガン（2013年6月7日号、スクウェア・エニックス）
- steady.特別編集 大好き台湾（2013年5月28日発売号、宝島社）
- Lightning（2013年7月号、枻出版社）
- WHAT's IN?（2013年7月号、エムオン・エンタテインメント）
- GiRLPOP 2013 SUMMER（2013年夏号、エムオン・エンタテインメント）
- ヤングガンガン（2013年8月2日号、スクウェア・エニックス） - ミア、ミニ、ユミのみ。
- Ray（2013年9月号、主婦の友社）
- 別冊CD&DLでーた ニッポンのアイドル宣言3（2013年8月5日発売号、エンターブレイン）
- ヤングガンガン（2013年9月6日号、スクウェア・エニックス） - ミア、ミニ、ユミのみ。
- 週刊アスキー（2013年10月1日号、アスキー・メディアワークス） - エースのみ。
- 壱週刊（2013年9月号、壱伝媒）
- FHM(台湾)（2014年3月号、Bauer Media Group）
- FHM(台湾)第177期（2015年3月号、Bauer Media Group）